# Antonio Crameri
Antonio Crameri SSC (Locarno, 4 de enero de 1969) es un eclesiástico católico suizo afincado en Ecuador. Es el obispo vicario apostólico de Esmeraldas, desde julio de 2021. Fue obispo auxiliar de Guayaquil, entre 2019 y 2021.

## Biografía
Antonio nació el 4 de enero de 1969, en la ciudad suiza de Locarno, cantón del Tesino. Hijo de Alpino y María Antonieta Crameri, siendo el segundo de cuatro hijos.
En 1983, con catorce años de edad, ingreso en el Seminario de la Sociedad Sacerdotal de San José Cottolengo de Turín (Italia), donde realizó sus estudios eclesiásticos.
Tras realizar estudios en la Universidad Camillianum (1997-1999), obtuvo la licenciatura en Teología Pastoral Sanitaria.

### Vida religiosa
Cuando era joven descubrió su vocación religiosa misionera, conociendo la misión de Cottolengo, debido a que dos de sus tíos maternos, eran sacerdotes misioneros cottolenguinos en Kenia (África).
Pertenece a la Sociedad Sacerdotal de San José Cottolengo de Turín (Italia). Su ordenación sacerdotal fue el 8 de junio de 1996.
Como sacerdote desempeñó los siguientes ministerios:
- Colaborador en la comunidad de rehabilitación de Pinerolo y en la comunidad de La Verbena para el tratamiento de drogadictos (1996-1997).[4]
- Maestro suplente en el Seminario de la Piccola Casa de Turín (2000-2001).

En 2002, llegó a Ecuador, a la misión de Esmeraldas donde fue: 
- Párroco de Santa Marianita (2002-2016).[5]
- Coordinador de Catequesis del Vicariato apostólico.
- Miembro del Consejo Presbiteral.
- Responsable de la formación continua de los diáconos permanentes (2002-2016).[4]

En 2016, fue designado a la arquidiócesis de Portoviejo donde fue:
- Párroco de San Agustín, en Flavio Alfaro y Novillo (2016-2019).

Su gran espíritu misionero fue una valiosa ayuda para el pueblo manabita, especialmente luego del terremoto de 2016.

## Episcopado

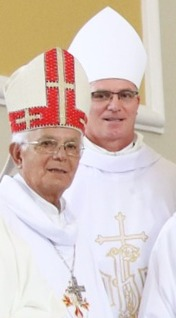
Víctor Corral junto a Crameri, en 2022.

### Obispo en Guayaquil
El 20 de diciembre de 2019, el papa Francisco lo nombró obispo titular de Apolonia y obispo auxiliar de Guayaquil. Fue consagrado el 29 de febrero de 2020, en la Catedral de Guayaquil, a manos del arzobispo Luis Cabrera Herrera OFM.
Como obispo auxiliar, fue encargado de las vicarías episcopales de la Península de Santa Elena y Daule.

### Obispo en Esmeraldas
El 5 de julio de 2021, fue nombrado obispo vicario apostólico de Esmeraldas. Tomó posesión canónica el 2 de septiembre del mismo año, durante una ceremonia en la Catedral de Esmeraldas.